# 清华大学环境学院
清华大学环境学院（英語：School of Environment, Tsinghua University，缩写SOE），原环境科学与工程系，是清华大学的一个直属学院，主要研究环境工程、给水排水工程等领域，下设环境工程系、环境科学系、环境规划与管理系。

## 历史
- 1928年，建立市政工程系。[3][4]

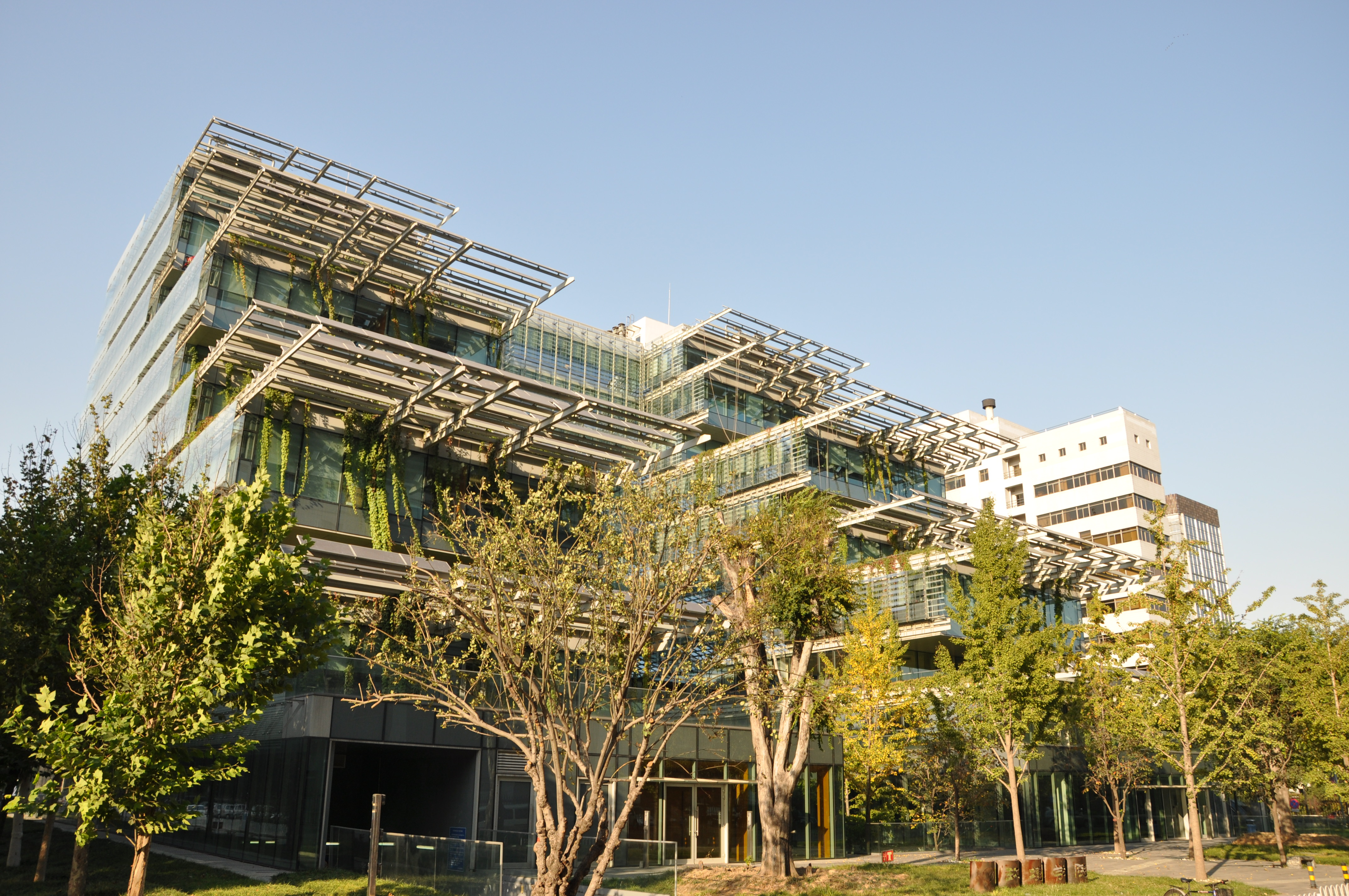
中意清华环境节能楼

- 1932年，在工学院土木工程系内设水利及卫生工程组。
- 1938年，南迁，在国立西南联合大学土木工程系设市政卫生工程组。
- 1946年，回迁北京，复建清华大学工学院土木工程系的市政卫生工程组。
- 1952年，全国高校院系调整，在土木工程系设给水及下水工程专业（后改名为给水排水专业）。
- 1960年，设“原子能反应堆供水与放射性废水处理专门化”专业（后改成“03专业”）。
- 1977年，给水排水专业转至建筑工程系，更名为环境工程专业，开始招收本科生。
- 1978年，开始招收研究生。
- 1979年，清华大学土木工程系改名为土木与环境工程系。
- 1980年，设置环境工程专业。
- 1981年，清华大学与中国环境科学研究院合办清华大学环境工程研究所。
- 1984年，成立清华大学环境工程系。
- 1997年，更名为清华大学环境科学与工程系。
- 2002年，增设环境科学研究所。
- 2004年，清华大学中意环境节能楼奠基。
- 2007年5月，正式启用清华大学中意环境节能楼为环境系馆。
- 2011年1月，正式成立清华大学环境学院，撤销环境科学与工程系建制，为实体机构，下设环境工程系、环境科学系、环境规划与管理系。（清校发〔2011〕3号）

## 机构

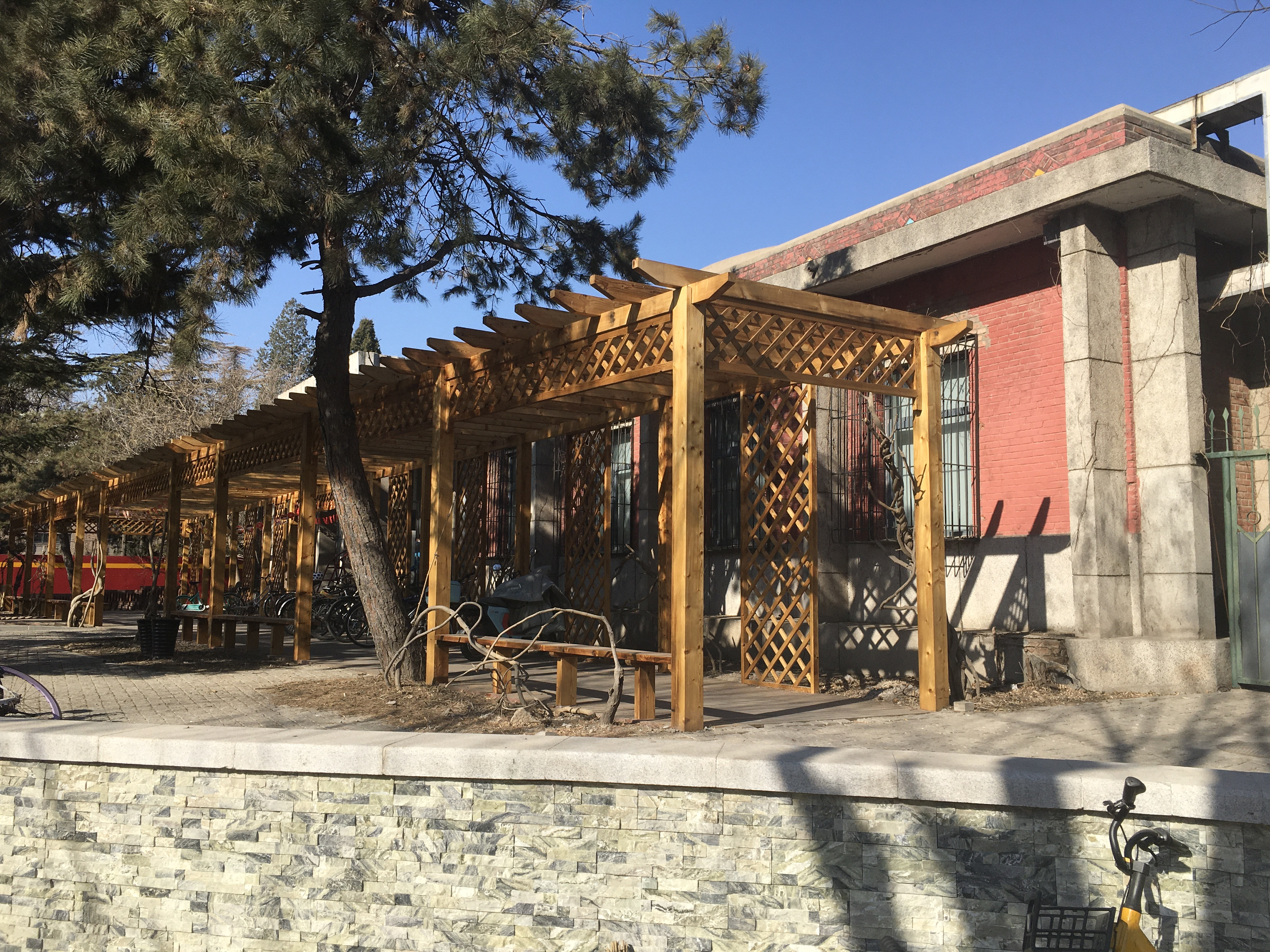
清華大學環境工程實驗室，位於清華大學圖書館東側，建於1960年代。

- 环境工程类
  - 水环境保护研究所
  - 饮用水安全研究所
  - 地下水与土壤环境研究所
  - 大气污染与控制研究所
  - 固体废物控制研究所
  - 环境工程设计研究所
- 环境科学类
  - 环境化学研究所
  - 环境生物学研究所
- 环境管理类
  - 环境系统分析研究所
  - 环境管理与政策研究所